# Гузенина, Мария
Ма́рия Эдит Гузенина (фин. Maria Edith Guzenina, в девичестве Сти́ерен, Stieren, ранее Ри́чардсон, Richardson, позднее — Линделл, Lindell; 12 января 1969, Хельсинки, Финляндия) — финская журналистка и ведущая, политический и государственный деятель. Член Социал-демократической партии Финляндии. Депутат Европейского парламента с 2024 года, член группы «Прогрессивный альянс социалистов и демократов» (S&D). Член городского совета Эспоо с 2004 года. В прошлом — депутат эдускунты (парламента Финляндии) (2007—2024), министр социального обеспечения и здравоохранения (2011—2013).

## Биография
Родилась 12 января 1969 года в Хельсинки. Мать — русского происхождения (родилась в Забайкалье), отец — немецкого происхождения.
Училась в финско-русской школе в Хельсинки.
С 1993 по 1997 год работала телеведущей на телеканале MTV Europe. В 1998 году на Yle TV1 комментировала конкурс песни Евровидение.
На муниципальных выборах 2004 года прошла в городской совет Эспоо, получила 2035 голосов. Переизбрана в 2008, 2012, 2017 и 2021 годах.
По результатам парламентских выборов 2007 года прошла в парламент, получила 12 578 голосов в избирательном округе Уусимаа.
С 2008 года по 23 мая 2012 года занимала должность вице-председателя социал-демократической партии Финляндии.
22 июня 2011 года назначена министром социального обеспечения и здравоохранения в кабинете Катайнена. 17 мая было объявлено об изменениях в правительстве Катайнена: вместо Гузениной министром социального обеспечения и здравоохранения назначена Сусанна Хуовинен, она вступила в свою новую должность 24 мая 2013 года.
По результатам выборов 9 июня 2024 года избрана депутатом Европейского парламента.

## Семья
В конце 1990-х годов вышла замуж за Марка Ричардсона (Mark Richardson), барабанщика британской группы Skunk Anansie. Развелись в 2001 году. У пары сын — Алекс (род. 1999)
Была помолвлена с предпринимателем Микой Валкамо (Mika Walkamo; род. 1962), директором по маркетингу компании Vanajanlinna Oy, которая управляет расположенным в городе Хямеэнлинна поместьем Ванаянлинна, но расторгла помолвку в августе 2010 года.
С 2014 по 2022 год состояла в незарегистрированном браке с Кари Мокко (Kari Mokko; род. 1966), официальным представителем правительства Финляндии в 2012—2014 годах.